# Phare Kannonzaki
Le phare Kannonzaki (観音埼灯台, Kannon-saki) est le premier phare de type occidental construit au Japon. Il est situé au bout du cap Kannon près de Yokosuka dans la péninsule de Miura à l'entrée de la baie de Tokyo.
Le phare construit par l'ingénieur français Léonce Verny à partir d'octobre 1868 a été mis en service en février 1869 pendant la guerre de Boshin.